# Jerzy Nofer
Jerzy Tadeusz Nofer (ur. 14 sierpnia?/27 sierpnia 1916 w Kijowie, zm. 16 stycznia 1981 w Łodzi) – doktor nauk medycznych, dyrektor Instytutu Medycyny Pracy w Przemyśle Włókienniczym i Chemicznym w Łodzi, twórca nowej specjalizacji lekarskiej w Polsce – medycyny pracy.

## Życiorys
Nofer w młodości uczęszczał do Państwowego Gimnazjum im. Stefana Batorego w Warszawie, a następnie Gimnazjum im. H. Sienkiewicza w Częstochowie, gdzie zdał w 1929 egzamin dojrzałości. W 1933 rozpoczął studia na Wydziale Lekarskim Uniwersytetu Warszawskiego, a podczas wybuchu II wojny światowej był na V roku studiów. W czasie wojny był wolontariuszem i kierownikiem kolumny do walki z tyfusem plamistym, a także laborantem w Instytucie Produkcji Szczepionki Weigla w Częstochowie.
W sierpniu 1945 zamieszkał w Łodzi, gdzie podjął pracę jako asystent filii Państwowego Zakładu Higieny, początkowo na Oddziale Dezynfekcji, a następnie na Oddziale Higieny Pracy, pod kierownictwem Emila Palucha. Jednocześnie pracował w Katedrze i Zakładzie Higieny Ogólnej i Społecznej Wydziału Lekarskiego Uniwersytetu Łódzkiego oraz w Akademii Medycznej. 16 sierpnia 1948 uzyskał dyplom lekarza na Wydziale Lekarskim Uniwersytetu Łódzkiego.
W 1952 napisał pracę doktorską pod kierunkiem prof. dr. hab. med. E. Palucha na Wydziale Lekarskim Akademii Medycznej w Łodzi, tym samym uzyskując stopień naukowy doktora medycyny. W tym samym roku we wrześniu przeniósł się do Warszawy, gdzie pracował w Katedrze Higieny Akademii Medycznej w Warszawie pod kierunkiem Marcina Kacprzaka, a także pełnił funkcję zastępcy kierownika Oddziału Sanitarno-Higienicznego Akademii Medycznej. W latach 1955–1977 (z przerwą w latach 1961-1962) był dyrektorem Instytutu Medycyny Pracy w Przemyśle Włókienniczym i Chemicznym w Łodzi, w 1955 zostając jednocześnie kierownikiem Katedry Higieny Akademii Medycznej w Łodzi. 9 października 1968 uzyskał tytuł profesora nadzwyczajnego.
Został pochowany na cmentarzu komunalnym Doły w Łodzi (Kwatera: VII Rząd: 9, Grób: 29).

### Działalność naukowa
Nofer opublikował około 70 prac naukowych związanych z oceną warunków pracy w przemyśle włókienniczym i chemicznym, w tym m.in. na tematy takie jak: zatrucie disiarczkiem węgla w produkcji włókien syntetycznych, ocena mikroklimatu przemysłowego, badanie warunków pracy i profilaktyki chorób zawodowych w przemyśle włókienniczym, maszynowym, metalowym itd. Nofer dążył do ustanowienia medycyny pracy nową specjalizacją medyczną, co udało mu się w 1958. Był twórcą pierwszych programów specjalizacyjnych oraz systemu szkolenia lekarzy specjalistów medycyny pracy, szkolenia kadr pracowników służb sanitarno-epidemiologicznych, programów nauczania studentów, metodyk nadzoru nad służbami związanymi z ochroną zdrowia pracowników. Opracował międzynarodowy program oceny toksyczności nowych substancji i technologii chemicznych oraz wygrał przetarg na jego realizację w ramach Programu Narodów Zjednoczonych ds. Rozwoju. Pomyślnie przeprowadził program w latach 1972-1975 co wpłynęło na przyznanie kierowanemu przez niego instytutowi statusu Ośrodka Referencyjnego WHO.

### Pozostała działalność
Nofer był redaktorem naczelnym dwumiesięcznika „Medycyna Pracy” (1955–1972), przewodniczącym Rady Programowej miesięcznika „Zdrowie Publiczne”, prezesem Polskiego Towarzystwa Medycyny Pracy, a także wiceprzewodniczącym i honorowym członkiem Międzynarodowej Komisji i Międzynarodowego Towarzystwa Medycyny Pracy, ekspertem WHO i Międzynarodowego Biura Pracy w Genewie, a także członkiem wielu komisji, rad naukowych, zespołów polskich i zagranicznych. Był także członkiem Rosyjskiej Akademii Nauk.

## Odznaczenia
- Order Sztandaru Pracy I klasy,
- Order Sztandaru Pracy II klasy,
- Krzyż Oficerski Orderu Odrodzenia Polski[9][5],
- Honorowa Odznaka Miasta Łodzi,
- Odznaka tytułu honorowego „Zasłużony Lekarz Polskiej Rzeczypospolitej Ludowej”,
- Medal 30-lecia Polski Ludowej,
- Odznaka honorowa „Za wzorową pracę w służbie zdrowia”[11],
- Złota Odznaka Związku Zawodowego Chemików,
- Złota Odznaka Związku Zawodowego Pracowników Przemysłu Włókienniczego, Odzieżowego i Skórzanego,
- Odznaka „Zasłużony Pracownik Przemysłu Lekkiego”[5].

## Nagrody
- Nagroda Miasta Łodzi w dziedzinie nauk medycznych (1973)[12].

## Upamiętnienie
16 października 1986 imieniem prof. dra med. Jerzego Nofera nazwano Instytut Medycyny Pracy w Łodzi. Od 1994 przyznawany jest Medal za zasługi dla Instytutu Medycyny Pracy w Łodzi imienia prof. dra med. Jerzego Nofera.